# Condado de Somerset (Nova Jérsia)
O Condado de Somerset (em inglês:  Somerset County) é um dos 21 condados do estado americano de Nova Jérsia. A sede do condado é Somerville, e sua maior cidade é Somerset. Foi fundado em 1688.
O condado possui uma área de 789 km², dos quais 8 km² estão cobertos por água, uma população de 345 361 habitantes, e uma densidade populacional de 441,8 hab/km² (segundo o censo nacional de 2020).